# Marquesat de Benicarló
El Marquesat de Benicarló, és un títol nobiliari espanyol creat el 23 de novembre de 1905, pel rei Alfons XIII, a favor de Juan Pérez San Millán y Miquel Polo, Senador del Regne.
La seva denominació fa referència al municipi de Benicarló, al Baix Maestrat, País Valencià.

## Marquesos de Benicarló
|                         | Titular                                       | Període                 |
| Creació per Alfons XIII | Creació per Alfons XIII                       | Creació per Alfons XIII |
| ----------------------- | --------------------------------------------- | ----------------------- |
| I                       | Juan Pérez San Millán y Miquel Polo           | 1905-                   |
| II                      | Guillermo Pérez Sanmillán y Fontanals         | 1942-                   |
| III                     | Sara Pérez Sanmillán y Fontanals              |                         |
| IV                      | Cristóbal Colón de Carvajal y Pérez Sanmillán | 1984-2012               |
| V                       | María Victoria Colón de Carvajal y Añó        | 2013-actual titular     |

## Història dels marquesos de Benicarló
- Juan Pérez San Millán y Miquel Polo, I marquès de Benicarló, Gentilhome de cambra amb exercici del Rei Alfons XIII.

1. Casat amb Emilia Fontanals y Pujals. El succeí el seu fill:

- Guillermo Pérez Sanmillán y Fontanals, II marquès de Benicarló.

1. Casat amb María del Pilar Fernández Villota. Sesen descendents. El succeí la seva germana:

- Sara Pérez Sanmillán y Fontanals, III marquesa de Benicarló.

1. Casada amb Adolfo Ortembach y Felíu, baró de Bogel. Sense descendents. La succeí el seu nebot:

- Cristóbal Colón de Carvajal y Pérez Sanmillán (1938-2012), IV marquès de Benicarló.

1. Casat amb María de la Encarnación Anó Ballester. El succeeix la seva filla:

- María Victoria Colón de Carvajal y Añó (n. en 1966), V marquesa de Benicarló.